# Erden Kıral
Erden Kıral (10 de abril de 1942 – 17 de julio de 2022) fue un director de cine y guionista turco. Dirigió 12 películas a partir de 1978. Su película de 1979, Kanal, fue presentada en el Festival Internacional de Cine de Moscú y su película de 1983, Hakkâri'de Bir Mevsim, participó en el Festival Internacional de Cine de Berlín de 1983, donde ganó el Oso de Plata, Gran Premio del Jurado. Cinco años después, su película Av Zamanı fue presentada en el Festival de Cine de Berlín. Era de ascendencia georgiana por parte de su madre.

## Filmografía
- Kanal (1979)
- Bereketli Topraklar Üzerinde (1980)
- Hakkari'de Bir Mevsim (1983)
- Av Zamani (1988)
- Mavi Sürgün (1993)

## Premios y distinciones
Festival Internacional de Cine de Berlín
| Año  | Categoría                            | Película              | Resultado |
| ---- | ------------------------------------ | --------------------- | --------- |
| 1983 | Oso de Plata, Gran Premio del Jurado | Hakkari'de Bir Mevsim | Ganador   |